# (6714) Montréal
(6714) Montréal, désignation internationale (6714) Montreal, est un astéroïde de la ceinture principale.

## Description
(6714) Montréal est un astéroïde de la ceinture principale. Il fut découvert par Henry E. Holt le 29 juillet 1990 à l'observatoire Palomar. Il présente une orbite caractérisée par un demi-grand axe de 2,55 UA, une excentricité de 0,136 et une inclinaison de 14,56° par rapport à l'écliptique.
Il fut nommé en hommage à la ville de Montréal.

## Compléments